# Saccharomyces cerevisiae
Saccharomyces cerevisiae er en art gærsvamp. Det er måske den mest anvendelige gærsvampeart, da den har været anvendt til vinproduktion, bagning og brygning siden oldtiden.